# 徳大寺実厚

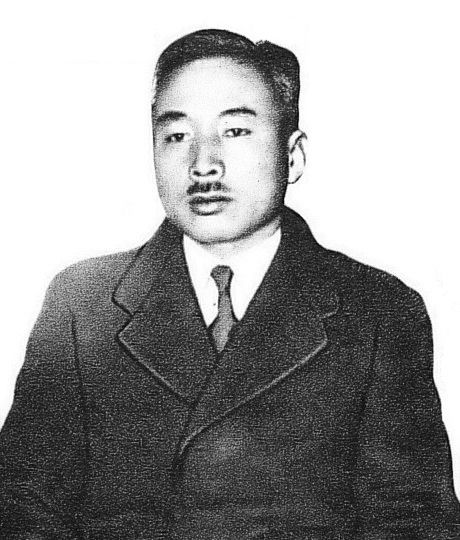
徳大寺実厚

徳大寺 実厚（とくだいじ さねあつ、1887年〈明治20年〉12月10日 - 1970年〈昭和45年〉3月15日）は、日本の華族（公爵）。正四位。徳大寺公弘の長男。戸籍上の表記は德大寺 實厚。

## 経歴
東京府出身。麹町小学校卒業。
1908年（明治42年）に陸軍騎兵少尉、1925年（大正14年）に少佐、1929年（昭和4年）に中佐に昇進。宮内省に転じ、1931年（昭和6年）に式部官、1932年（昭和7年）に昭和天皇の侍従となる。1937年（昭和12年）3月1日から貴族院公爵議員。戦中は陸軍騎兵中佐に任じられた。
1946年（昭和21年）2月25日、掌典長に任じられた。5月8日、貴族院議員を辞職。8月12日、掌典長を依願辞職した。公職追放となる。
平安神宮宮司を務めた。1960年（昭和35年）11月10日、掌典長に還任し、1968年（昭和43年）9月10日まで務めた。墓所は黒谷墓地。

## 親族
- 母：徳大寺久子 - 松平典則の娘
- 妻：徳大寺米子 - 松平直之の娘
  - 長男：公英（1919 - ） - 美術評論家
  - 次男：斉定（1921 - 1946）
  - 三男：純明（1923 - 1945）[10]
  - 女子：嬉子 - 伯爵大谷光照夫人

叔父に高千穂宣麿・徳大寺則麿（男爵）・徳大寺彬麿（建築家）が、叔母に順子（公爵鷹司熙通夫人）・祚子（侯爵佐竹義生夫人）・蓁子（三井高従夫人）・治子（子爵松平頼孝夫人）・伊楚子（公爵島津忠重夫人）が、大叔父に西園寺公望・住友友純・末弘威麿がいる。

## 系譜
東山天皇の男系九世子孫である。東山天皇の孫（閑院宮直仁親王の子）で鷹司家を継いだ鷹司輔平の男系後裔。

詳細は皇別摂家#系図も参照のこと。

## 栄典
- 1940年（昭和15年）8月15日 - 紀元二千六百年祝典記念章[11]